# Raymond Bernard
Raymond Bernard (Párizs, 1891. október 10. – Párizs, 1977. december 12.) francia filmrendező, forgatókönyvíró, színész. Édesapja Tristan Bernard (1866–1947) humorista; testvére Jean-Jacques Bernard (1888–1972) francia drámaíró volt.

## Életpályája
Pályáját színpadi színészként kezdte, majd a Gaumont cég munkatársa lett. 1915-ben állt először kamera elé. Először mint rövidfilmrendező mutatkozott be. Zsidó származása miatt 1940–1945 között – a második világháború idején – bujkálnia kellett, így nem rendezett egy filmet sem.

## Munkássága
Burleszkjeiben a későbbi világhírű alkotó, Jacques Feyder játszotta a főszerepet. A Jeanne Doré című filmben (1915) Sarah Bernhardt, a nagy tragika partnere volt. További munkái közül a Victor Hugo nyomán forgatott, nagy hatású Nyomorultakat (1934) és az érdekfeszítő, némi hatásvadászattól sem mentes Lehull az álarcot (1945) kell kiemelni.

## Filmjei
- Jeanne Doré (1915)
- A kis kávéház (Le petit café) (1919)
- Rosette Lambert titka (Le secret de Rosette Lambert) (1920)
- A farkasok csodája (1924)
- A sakkjátékos (Le joueur d'échecs) (1926)
- Tarakanova (1930)
- Montmartre külváros (Faubourg Montmartre) (1932)
- A nyomorultak (1934)
- Amants et voleurs (1935)
- Anne-Marie (1936)
- A bűnös (Le coupable) (1937)
- Lehull az álarc (1945)
- Maya (1949)
- Istenítélet (Le jugement de Dieu) (1949, bemutató: 1952)
- A kaméliás hölgy (La dame aux camélias) (1952)
- Cadix szépe (La belle de Cadix) (1953)
- A nyár gyümölcsei (Les fruits de l'été) (1955)
- A hetedik parancsolat (Le septième commandement) (1957)
- Csoda a farkasokkal (1961)